# Edgar Nohales
Edgar Nohales Nieto (Valladolid, 28 juli 1986) is een Spaans wielrenner die sinds 2024 rijdt voor Victoria Sports Pro Cycling Team.

## Carrière
In 2013 nam Nohales voor de eerste maal in zijn carrière deel aan de Ronde van de Filipijnen. In de eerste etappe wist hij, ruim drie minuten na winnaar Lee Ki-suk als negende over de finish te komen. Na de laatste etappe, waarin hij vijftiende werd, steeg hij één plaats in het algemeen klassement, waardoor hij op de achtste plaats in de eindrangschikking stond. Ruim een jaar later nam hij voor de tweede maal deel aan de Ronde van Singkarak. In de vijfde etappe bleef hij, met Óscar Pujol en Hari Fitrianto, het peloton vijf seconden voor, maar verloor de sprint met drie. Later dat jaar werd hij onder meer zevende in de eerste etappe van de Ronde van Sharjah.
Bij zijn tweede deelname aan de Jelajah Malaysia, in 2016, wist hij zesde te worden in het eindklassement. Eerder dat jaar was hij al negende geworden in de door Ryan MacAnally gewonnen Ronde van Jakarta. In 2017 wist Nohales in elk van de vier etappes van de Ronde van de Filipijnen bij de beste vijftien renners te finishen, wat hem de zesde plaats in het eindklassement opleverde. In juli van dat jaar won hij de vierde etappe in de Ronde van Flores. Tijdens die etappe verzamelde hij genoeg punten om de leiding in het bergklassement over te nemen van Keisuke Aso. In de overige twee etappes verdedigde de Spanjaard zijn leiderstrui met succes, waardoor hij Jai Crawford opvolgde als winnaar van het bergklassement.

## Overwinningen
2017
4e etappe Ronde van Flores
Bergklassement Ronde van Flores

## Ploegen
- 2010 –  LeTua Cycling Team (tot 31-3)
- 2013 –  Polygon Sweet Nice
- 2014 –  Team 7 Eleven Road Bike Philippines
- 2015 –  Team 7 Eleven Road Bike Philippines (tot 30-4)
- 2015 –  Qinghai Tianyoude Cycling Team (vanaf 28-6)
- 2016 –  7 Eleven-Sava RBP
- 2017 –  7 Eleven Roadbike Philippines
- 2018 –  Ningxia Sports Lottery-Livall Cycling Team
- 2019 –  Taiyuan Miogee Cycling Team
- 2020 –  SSOIS Miogee Cycling Team
- 2021 –  Sweet Nice Continental
- 2022 –  Spor Toto Cycling Team
- 2023 –  Matrix Powertag
- 2024 –  Victoria Sports Pro Cycling Team
- 2025 –  Victoria Sports Pro Cycling

Cayubit · Ewart · Felipe · Galedo · Lampawog · Martin · Nohales · Peralta · Perez · Quitoy · Ravina
Berry · Cariño · Evers · Ewart · Felipe · Galedo · Kaneko · Lim · B. Martin · N. Martin · Nohales · Peralta · Perez